# NGC 3734
NGC 3734 este o astronomical radio source⁠(d) situată în constelația Cupa. A fost descoperită în 19 aprilie 1794 de către William Herschel.